# Liste de ponts de la république démocratique du Congo
Cette liste de ponts de la république démocratique du Congo a pour vocation de présenter une liste de ponts remarquables en république démocratique du Congo, tant par leurs caractéristiques dimensionnelles, que par leur intérêt architectural ou historique. 

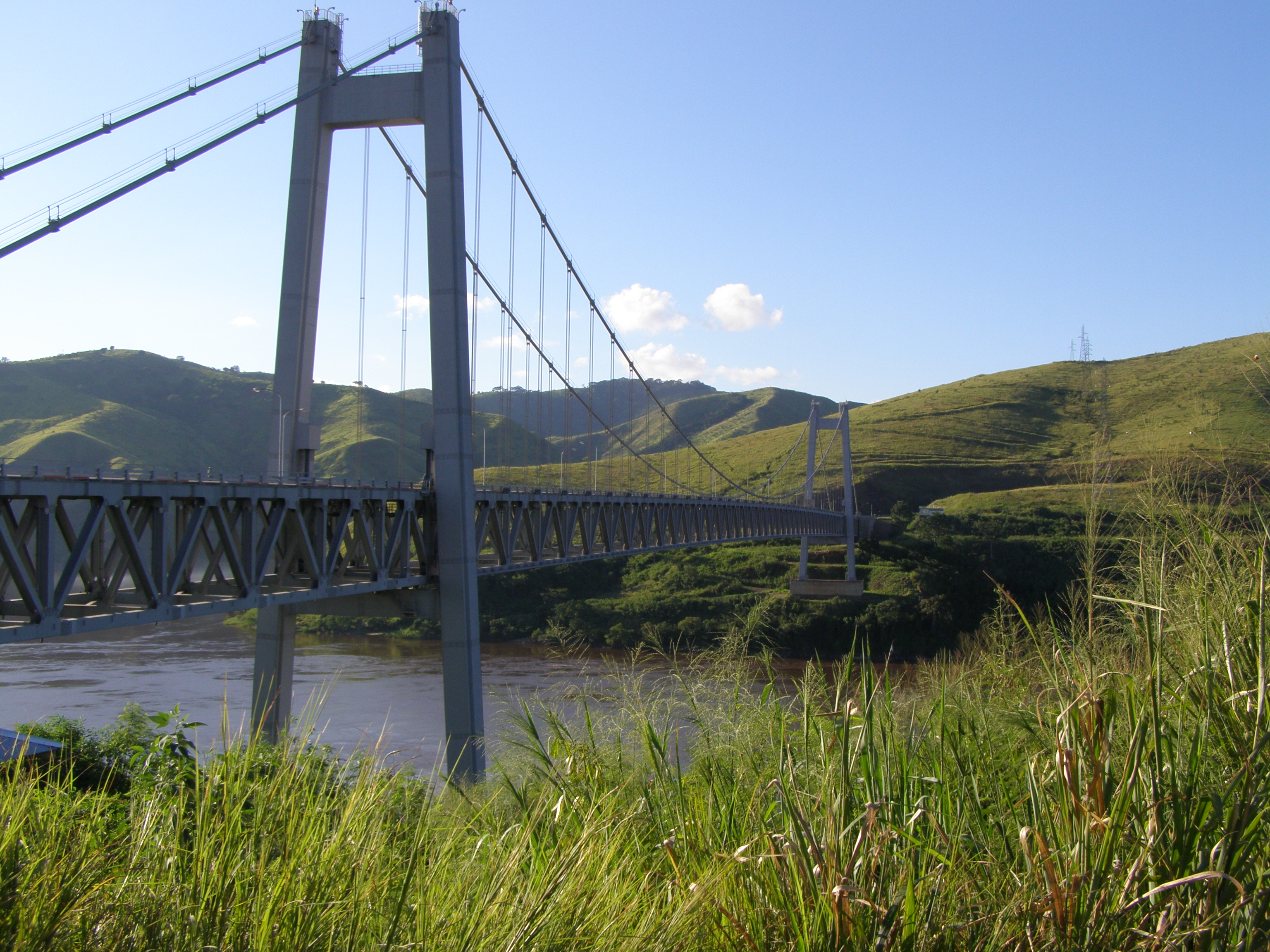
Le pont Matadi sur le fleuve Congo est le plus long pont suspendu du continent africain.

Elle est présentée sous forme de tableaux récapitulant les caractéristiques des différents ouvrages proposés, et peut-être triée selon les diverses entrées pour voir ainsi un type de pont particulier ou les ouvrages les plus récents par exemple. La seconde colonne donne la classification de l'ouvrage parmi ceux présentés, les colonnes Portée et Long. (longueur) sont exprimées en mètres et enfin Date indique la date de mise en service du pont.

## Grands ponts
Ce tableau présente les grands ouvrages de la république démocratique du Congo (liste non exhaustive).
|  |   | Nom                                       | Portée   | Long. | Type                                           | Voie portée Voie franchie                 | Date | Localisation                            | Province                     | Ref.  |
|  | - | ----------------------------------------- | -------- | ----- | ---------------------------------------------- | ----------------------------------------- | ---- | --------------------------------------- | ---------------------------- | ----- |
|  | 1 | Pont de Matadi                            | 520      | 722   | Suspendu Tablier treillis acier, pylônes acier | Route nationale 1 Congo (fleuve)          | 1983 | Matadi 5° 49′ 31,4″ S, 13° 26′ 03,1″ E  | Kongo-Central                |       |
|  | 2 | Pont Mpozo                                | 88       | 200   | Poutre-caisson Béton précontraint              | Route nationale 1 Mpozo                   | 2011 | Matadi 5° 50′ 12,2″ S, 13° 29′ 39,9″ E  | Kongo-Central                | [ 1 ] |
|  | 3 | Pont de Kongolo                           | 70       | 495   | Poutres Béton armé                             | Lwapula                                   | 1939 | Kongolo 5° 20′ 51,3″ S, 27° 00′ 32,3″ E | Tanganyika                   |       |
|  | 4 | Pont-rail de Zofu                         | 66 (x10) | 743   | Treillis Acier                                 | R630 Ligne Kabalo-Kamina Lwapula          | 1956 | Kabalo 6° 08′ 24,4″ S, 26° 55′ 26,1″ E  | Tanganyika                   |       |
|  | 5 | Pont du Cinquantenaire                    |          | 440   | Treillis Acier                                 | Route nationale 1 Lwange                  | 2010 | Kalema 5° 50′ 45″ S, 20° 06′ 04,2″ E    | Bandundu Kasaï-Occidental    | [ 2 ] |
|  | 6 | Pont entre Kinshasa et Brazzaville projet |          |       |                                                | Route et ligne ferroviaire Congo (fleuve) |      | Kinshasa - Brazzaville                  | Kinshasa République du Congo | [ 3 ] |